# James Lisle Gillis

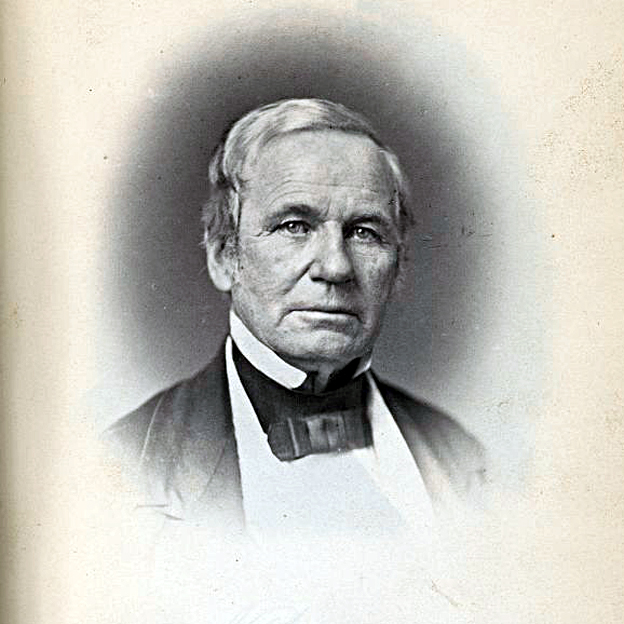
James Lisle Gillis (1859)

James Lisle Gillis (* 2. Oktober 1792 in Hebron, Washington County, New York; † 8. Juli 1881 in Mount Pleasant, Iowa) war ein US-amerikanischer Politiker. Zwischen 1857 und 1859 vertrat er den Bundesstaat Pennsylvania im US-Repräsentantenhaus.

## Werdegang
James Gillis besuchte die öffentlichen Schulen seiner Heimat und arbeitete danach als Gerber. Während des Britisch-Amerikanischen Krieges von 1812 diente er in den amerikanischen Streitkräften. Im Jahr 1822 zog er nach Ridgway in Pennsylvania. 1842 wurde er beisitzender Richter im Jefferson County. Gleichzeitig schlug er als Mitglied der Demokratischen Partei eine politische Laufbahn ein. In den Jahren 1840 und 1851 war er Abgeordneter im Repräsentantenhaus von Pennsylvania; 1845 gehörte er dem Staatssenat an. Zwischenzeitlich war er in San Francisco (Kalifornien) als Postagent tätig. Danach kehrte er nach Pennsylvania zurück.
Bei den Kongresswahlen des Jahres 1856 wurde Gillis im 24. Wahlbezirk von Pennsylvania in das US-Repräsentantenhaus in Washington, D.C. gewählt, wo er am 4. März 1857 die Nachfolge von David Barclay antrat. Da er im Jahr 1858 nicht bestätigt wurde, konnte er bis zum 3. März 1859 nur eine Legislaturperiode im Kongress absolvieren. Diese war von den Ereignissen im Vorfeld des Bürgerkrieges geprägt.
Nach dem Ende seiner Zeit wurde James Gilles zum Indianeragenten beim Stamm der Pawnee ernannt. Er starb am 8. Juli 1881 in Mount Pleasant, wo er auch beigesetzt wurde.